# Chiyah
 (juillet 2025).
Si vous disposez d'ouvrages ou d'articles de référence ou si vous connaissez des sites web de qualité traitant du thème abordé ici, merci de compléter l'article en donnant les références utiles à sa vérifiabilité et en les liant à la section « Notes et références ».
Chiyah (en arabe الشياح prononcé ach-chayyah) est un quartier du district de Baabda situé dans la banlieue sud de la capitale libanaise Beyrouth.

## Histoire
L'origine du nom du quartier et sa signification sont inconnues. Diverses étymologies ont été proposées, sans être concluantes, en rapprochant Chiyah de mots de l'hébreu, de l'arabe, du syriaque.
Chiyah était un village chrétien dans le temps, mais désormais en partie habité par des chiites venus se rapprocher de la capitale, Beyrouth, pour des raisons socio-économiques. Durant la période ottomane, le village était régi par la famille Arslan et plus tard par la dynastie des Chehab.
Chiyah est situé dans la banlieue sud de Beyrouth entourée par Haret Hreik, Ghobeiry, Hadeth, Hazmieh, Furn el Chebbak et Ain el Remanneh. Cependant, avant 1956, il couvrait de plus grandes régions comprenant Karm ez Zeitoun, Hayy el Knissé, Haret el Mjadlé et Bir Abed aussi bien que Jnah, Ghobeiry, Furn el Chebbak, Bir Hassan, et Ain el Remanneh.
La ville était dans le passé couverte de vergers d'agrumes se prolongeant jusqu'à la mer Méditerranée ; aujourd'hui, elle fait partie des périphéries démographiquement énormes de Beyrouth avoisinant les 60 000 habitants.

## Politique
Le chef de la municipalité pendant les onze dernières années était Georges El Bejjani. Actuellement, c'est Edmond Gharios qui préside la municipalité.

## Personnalités
A Chiyah réside la famille Gharios, une des familles les plus riches et influentes au Liban trouvant leurs origines aux cheiks Chemor de Kfarhata (anciens gouverneurs chrétiens d'Aaqoura et de Zghorta). D'autres personnalités connues de Chiyah incluent les défunts ministres et députés Michel Zaccour, Wadih Naïm (signataire de la Charte des Nations unies, San Francisco Juin 1945), Edmond Naïm (recteur de l'Université libanaise et gouverneur de la Banque centrale) et Nadim Naim ainsi que le docteur Nakhleh Achkar. Okab Sakr, journaliste et homme politique, y est né en 1975.